# شاهزاده سرکش
شاهزاده سرکش، یا، برادر یک پادشاه (به انگلیسی: The Rogue Prince, or, a King's Brother) رمانی کوتاه اثر جرج آر. آر. مارتین است که در گلچین ادبی او «سرکش‌ها» از سوی انتشارات بانتم اِسپکترا در سال ۲۰۱۴ منتشر شده‌است. داستان این رمان در قارهٔ وستروس از مجموعهٔ ترانه یخ و آتش می‌گذرد و صدها سال پیش از وقایع بازی تاج‌وتخت (۱۹۹۶) در زمان پادشاهی ویسریس تارگرین یکم جریان دارد.
شاهزاده سرکش به عنوان پیش‌درآمد رمان قبلی مارتین، پرنسس و ملکه (۲۰۱۳) عمل می‌کند و بازه‌ای زمانی در دوران سلطنت ویسریس یکم، از زمان مرگ پدربزرگش جهریس تارگرین یکم تا مرگ خود او را در برمی‌گیرد. این داستان یک رابطهٔ پیچیده و در حال تکامل را بین ویسریس و برادر کوچکترش دیمون نشان می‌دهد، که ضدقهرمان عنوان و مردی کاریزماتیک و در عین حال سرکش است. در همان زمان پادشاه تلاش دارد تا دختر خود از ازدواج اولش، یعنی پرنسس رینیرا را جانشین خود اعلام کند. این امر به دلیل اینکه پادشاه یک پسر از ازدواج دوم خود دارد، باعث ایجاد رقابتی بین خاندان تارگرین می‌شود، که وقایع آن در رمان پرنسس و ملکه ادامه داده می‌شود.
شاهزاده سرکش در قالب نوشته‌های مورخ خیالی «آرکمستر گیلدین» عرضه می‌شود که همچنین «نویسندهٔ خیالی» پرنسس و ملکه است.

## داستان
در اواخر سلطنت طولانی جهریس تارگرین یکم ملقب به «پادشاهِ پیر»، یک بحران جانشینی پس از مرگ بئلون، پسر دوم او، پدیدار می‌شود، که منجر به ایجاد شورایی بزرگ می‌شود تا تصمیم گرفته شود که چه کسی باید وارث پادشاه شود. ایمون، پسر بزرگ پادشاه جهریس نیز چند سال پیش از دنیا رفته‌است و دختری به نام پرنسس رینیس را پشت سر گذاشته—با اینحال بسیاری از لردها از شاهزاده ویسریس، پسر ۲۶ ساله بئلون به دلیل جنسیت مذکر او حمایت می‌کنند. علیرغم قانون جانشینی استاندارد، که طبق آن باید فرزندان برادر بزرگتر در ردیف جانشینی قرار گیرند، شاهزاده ویسریس با نسبتِ «بیست به یک» رأی شورا را برنده می‌شود و وارث قانونی اعلام می‌شود. دو سال بعد، پس از مرگ «پادشاهِ پیر»، شاهزاده ویسریس جانشین او در تخت آهنین می‌شود. شوهر پرنسس رینیس، کورلیس ولاریون لردی قدرتمند است، و این امر خاندان ولاریون را از دربار سلطنتی دور می‌کند.
پادشاه ویسریس که با اِما از خاندان آرین ازدواج کرده‌است، دخترش رینیرا را به عنوان جانشین خود، پیش از برادر کوچکتر تندخو و بداخلاقش دیمون (فرد عنوان رمان «شاهزاده سرکش») معرفی می‌کند. این تصمیم با قانون جدید وراثتی که در شورای بزرگ وضع شده بود، در تضاد است، که باید وارث مرد را از هر مؤنث برتری دهد، اما شهرت دیمون آنقدر رسواکننده است که مشاور قدرتمند ویسریس، آتو های‌تاور، مشتاقانه آنرا تشویق می‌کند. ملکه اِما بعداً هنگام زایمان از دنیا می‌رود، و پسری را به دنیا می‌آورد که فقط یک روز زنده می‌ماند. ویسریس بعداً با آلیسنت های‌تاور، دختر آتو، ازدواج می‌کند و صاحب وارثی مرد به نام اِگان می‌شوند. با اینحال ویسریس هرگز انتخاب خود را برای جانشینی رینیرا لغو نمی‌کند. پادشاه و ملکه متعاقباً صاحب یک دختر (هلینا) و دو پسر دیگر (ایموند و دیرون) می‌شوند.
با گذشت سال‌ها، رقابتی بین رینیرا و نامادری‌اش آلیسنت شکل می‌گیرد و دو جناح درباری رقیب در اطراف هر یک از آنها شکل می‌گیرند. در یک تورنمنت بزرگ، رینیرا با لباس سیاه متمایز به تارگرین ظاهر می‌شود، در حالی که آلیسنت یکی از لباس‌های سبز مورد علاقه خود را می‌پوشد. دو جناح رقیب به تدریج شروع به کپی برداری از این سبک لباس می‌کنند؛ پیروان رینیرا لباس سیاه و پیروان آلیسنت/اِگان سبز می‌پوشند—که منجر به لقب «سیاهان و سبزها» می‌شود. در همین حال، خاندان ولاریون به عنوان سومین جناح اصلی باقی می‌مانند، اما از قدرت در دربار سلطنتی محروم هستند. به دلیل ماجراجویی‌هایش در خاور دور، کورلیس ولاریون هنوز یکی از ثروتمندترین مردان وستروس است—و در نهایت، دیمون منزوی با ازدواج با لینا، دختر کورلیس و رینیس، (که صاحب دو دختر به نام‌های بئلا و رینا می‌شوند) خود را با خاندان ولاریون پیوند می‌زند.
دیمون و کورلیس جنگی نیابتی را با هم در زنجیره جزیره استپ استونز راه اندازی می‌کنند که با ناوگان بزرگ ولاریون و اژدهای دیمون، کاراکسس، که به زودی به عنوان «بلاد ویرم» شهرت پیدا می‌کند، تقویت می‌شود. دیمون برای مدت کوتاهی به عنوان پادشاه جدید استپ استونز (که عمدتاً بر دزدان دریایی حکومت می‌کند) تاج گذاری می‌شود، اما این امر باعث می‌شود دیگر قدرت‌های منطقه ای احتیاط کنند. پس از شکست دادن ولانتیس در شرق، سایر شهرهای آزاد جنوبی—لیز، میر و تیروش—اختلافات خود را کنار می‌گذرند و اتحادی سه‌نفره با یک دولت مشترک (که به اشتباه «پادشاهی سه دختر والریا» —یا «تری‌آرچی» نامیده می‌شود) را تشکیل می‌دهند. تری‌آرچی در انتهای شرقی زنجیره جزیره با «دورن» مستقل در انتهای غربی استپ استونز متحد می‌شود و در سال‌های بعد فشار بیشتری بر پادشاهی کوچک دیمون وارد می‌کند تا اینکه دیمون از درگیری خسته شده و به کینگز لندینگ عقب‌نشینی می‌کند.
در همین حال، پرنسس رینیرای جوان و با اراده، شیفته سِر کریستون کول از کینگزگارد شده‌است، اما در شرایط نامشخصی بعداً شایعه می‌شود که با سِر هاروین استرانگ رابطه دارد. رینیرا تحت فشار پدرش، سرانجام به ازدواجی با پسر عمویش لینور ولاریون (پسر کورلیس، برادر لینا) تن می‌دهد. ازدواج آنها ناخوشایند است، زیرا لینور به طرز بدنامی یک همجنس‌گرا شناخته می‌شود. رینیرا سه پسر به دنیا می‌آورد، اما هیچ‌کدام از آنها ویژگی‌های کلاسیک خاندان تارگرین مانند موهای بلوند سفید و چشم‌های بنفش را ندارند—که می‌تواند به خاطر مادر پرنسس رینیرا باشد که از خاندان آرین است. اما شایعات گسترده در مورد تمایلات جنسی لینور، سبزها را به زمزمه شایعات مداوم سوق می‌دهد، که فرزندان پرنسس واقعاً «حرامزاده‌های هاروین استرانگ» باشند.
خصومت بین رینیرا و آلیسنت نیز فرزندان آنها را در تضاد با یکدیگر قرار می‌دهد. به سرعت، لینا پس از مرده زایی می‌میرد و سپس لینور در یک نزاع مشکوک می‌میرد. در مراسم تشییع جنازه لینا، پسران رینیرا با ایموند پسر آلیسنت درگیر می‌شوند، زیرا او سعی می‌کند تا ویگار، اژدهای لینا را به دست آورد: ایموند بزرگتر شروع به غلبه بر آنها می‌کند، اما یکی از آنها چاقویی را بیرون می‌کشد و در نهایت ایموند یک چشمش را از دست می‌دهد، اما موفق به ادعای ویگار می‌شود، که بزرگ‌ترین اژدهای زنده در دنیا است.
مدتی بعد، قلمرو وقتی متوجه می‌شود که رینیرا و عمویش دیمون بدون اینکه از ویسریس اجازه بگیرند با یکدیگر ازدواج کردند، شوکه می‌شود. این امر خاندان دور افتاده ولاریون را با جناح سیاه‌پوشان رینیرا متحد کرده و آنها را به یکی از بزرگ‌ترین حامیان او در برابر سبزها تبدیل می‌کند. آنها صاحب دو پسر به نام‌های اِگان (ملقب به «اِگان جوان») و ویسریس می‌شوند. اِگان پسر آلیسنت نیز با خواهرش هلنا ازدواج می‌کند و آنها سه فرزند خردسال به دنیا می‌آورند: دوقلوها جهریس و جیهرا و یک پسر به نام میلور. در همین حال، خاندان‌های‌تاور، بزرگ‌ترین حامیان اِگان پسر آلیسنت باقی می‌مانند و پدرش آتو، سال‌ها دست پادشاه می‌شود. های‌تاورها به‌طور فزاینده‌ای زمزمه می‌کنند که طبق شورای بزرگ در هنگام مرگ جهریس یکم، یک وارث مرد باید پیشتر از یک فرد مؤنث بیاید، و بنابراین اِگان باید جلوتر از رینیرا تاج و تخت را به ارث ببرد—حتی با اینکه خود آتو یک بار آن پیشینه شورا را نادیده گرفته بود تا پرنسس رینیرای جوان وارث عمویش دیمون شود. پیروان رینیرا همچنین مخالفت می‌کنند که اگر شورای بزرگ از وراثت استاندارد پیروی می‌کرد، باید دختر ایمون، یعنی پرنسس رینیس، همچنان جلوتر از ویسریس، پسر بئلون، تاج و تخت را به ارث می‌برد، که در این صورت، پسران رینیرا با لینور به هر حال بالاتر از اِگان قرار می‌گرفتند.
مرگ پادشاه ویسریس یکم—در رختخوابش، به دلیل کهولت سن و سلامتی ضعیف—زمینه را برای پرنسس و ملکه و شیوع «رقص اژدهایان» فراهم می‌کند.

## شخصیت‌ها
- دیمون تارگرین یک شخصیت داستانی در رمان شاهزاده سرکش و شاهزاده خانم و ملکه اثر جرج آر. آر. مارتین است. در سریال خاندان اژدها نقش وی توسط مت اسمیت ایفا شده‌است و نامزدی جایزه بهترین بازیگر نقش مکمل مرد در سریال را برای وی در پی داشته‌است.[۴][نیازمند بازبینی منبع]

## توسعه
این داستان قرار بود در کتابِ همراه «جهان یخ و آتش» گنجانده شود، اما به دلیل طولانی‌شدن کتاب برای مفهوم اصلی یک کتاب کاملاً مصور، حذف شد. این داستان و چندین داستان دیگر در نسخه‌های خلاصه‌شده در گلچین‌های دیگر ظاهر می‌شوند.